# Portage (Nueva York)
Portage es un pueblo ubicado en el condado de Livingston en el estado estadounidense de Nueva York. En el año 2009 tenía una población de 753 habitantes y una densidad poblacional de 31 personas por km².

## Geografía
Portage se encuentra ubicado en las coordenadas 42°33′36″N 77°59′04″O / 42.56000, -77.98444.

## Demografía
Según la Oficina del Censo en 2009 los ingresos medios por hogar en la localidad eran de $40,446 y los ingresos medios por familia eran $46,667. Los hombres tenían unos ingresos medios de $29,000 frente a los $18,846 para las mujeres. La renta per cápita para la localidad era de $20,159. Alrededor del 9.2% de la población estaban por debajo del umbral de pobreza.